# Arlet Junior Zé
Arlet Junior Zé (Suiza, 22 de marzo de 2006) es un futbolista suizo que juega de delantero en el F. C. Basilea de la Superliga de Suiza.

## Estadísticas

### Clubes
Actualizado al último partido disputado el 13 de mayo de 2023.
| Club                     | Div.          | Temporada     | Liga  | Liga  | Liga   | Copas nacionales | Copas nacionales | Copas nacionales | Copas internacionales | Copas internacionales | Copas internacionales | Total | Total | Total  |
| Club                     | Div.          | Temporada     | Part. | Goles | Asist. | Part.            | Goles            | Asist.           | Part.                 | Goles                 | Asist.                | Part. | Goles | Asist. |
| ------------------------ | ------------- | ------------- | ----- | ----- | ------ | ---------------- | ---------------- | ---------------- | --------------------- | --------------------- | --------------------- | ----- | ----- | ------ |
| F. C. Basilea II · Suiza | 3.ª           | 2022-23       | 10    | 0     | 0      | ―                | ―                | ―                | ―                     | ―                     | ―                     | 10    | 0     | 0      |
| F. C. Basilea II · Suiza | Total club    | Total club    | 10    | 0     | 0      | 0                | 0                | 0                | 0                     | 0                     | 0                     | 10    | 0     | 0      |
| Total carrera            | Total carrera | Total carrera | 10    | 0     | 0      | 0                | 0                | 0                | 0                     | 0                     | 0                     | 10    | 0     | 0      |

## Palmarés

### Títulos nacionales
| Título             | Club          | País  | Año  |
| ------------------ | ------------- | ----- | ---- |
| Superliga de Suiza | F. C. Basilea | Suiza | 2025 |
| Copa de Suiza      | F. C. Basilea | Suiza | 2025 |